# Драстик, Пенелопа
Пенелопа Драстик (англ. Penelope Drastik; род. в 1997 году) — австралийская шахматистка.

## Биография
Участница зонального турнира (2011) в г. Роторуа в рамках претендентского цикла 2010—2012 гг. среди шахматисток из стран Океании (+1 −6 =3).
Участница международных турниров: «London Chess Classic Open» (2019) и «Sunway Sitges Open» (2019).
В июле 2021 года приняла участие в Кубке мира по шахматам среди женщин в Сочи, где в 1-м туре проиграла французской шахматистке Мари Себаг со счётом 0,5:1,5.
По состоянию на 2021 год изучала высшую математику в Вуллонгонгского университете.
По состоянию на май 2024 года Пенелопа Драстик звания ФИДЕ не имела и её рейтинг составлял:
- классические шахматы: 1905 пунктов;
- быстрые шахматы: 1897 пунктов;
- блиц: рейтинга нет.